# V (karakter)
V a főszereplője a V mint Vérbosszú képregénynek, melyet Alan Moore és David Lloyd alkotott. Titokzatos anarchista, önbíráskodó szabadságharcos, aki Guy Fawkes maszkot visel, hosszú haja és sötét ruhája alapján könnyen felismerhető. Arra törekszik, hogy megbuktassa a totalitárius kormányzatot a közeljövőben létrejött disztópikus Egyesült Királyságban. Moore szerint erkölcsileg kétértelműnek tervezték, hogy az olvasók maguk dönthessék el, hogy egy jó ügyért küzdő hős-e vagy egyszerűen egy őrült.

## Fiktív karakter életrajz

### Eredet
V háttere és identitása soha nem derül ki. Annyit tudunk csak meg apránként, hogy a "Larkhill átnevelőtábor" fogvatartottja volt - amely egyike azon sok koncentrációs tábornak, ahol színes bőrű embereket, zsidókat, baloldaliakat , beatnikeket, homoszexuálisokat és ír bevándorlókat tart fogva a Norsefire, egy Nagy-Britanniát uraló fasiszta diktatúra. Míg ott van, egy fogolycsoport tagja, akiket borzalmas orvosi kísérletnek vetnek alá, amelyet Dr. Delia Surridge vezet. Lewis Prothero a tábor parancsnoka, míg Anthony Lilliman atya egy pedofil helynök, akinek az a feladata, hogy "lelki támogatást" nyújtson a tábor lakóinak. Az összes fogoly, aki részt vett a kísérletben, meghalt, kivéve az "ötös szobában tartózkodó egyént" (római számokkal írva: "V"). A kísérletek eredményeként a fogoly olimpiai sportolói szintű fizikai képességeket és hihetetlenül kibővített intellektust fejlesztett ki. Ez idő alatt az ember már bizonyos szintű kommunikációt folytatott Valerie-vel. A börtönbe zárt egykori színésznő bűne, hogy leszbikus, őt a "négyes cellában" tartották fogva. Ő megírta neki az önéletrajzát WC-papír lapokra, majd áttolta egy lyukon a falon a másik cellába.
Idővel az 5-ös cellában tartózkodó bíbortövis fajtájú rózsákat termeszthetett a tábor tisztviselőinek. A rab apránként felhalmozza az ammónia alapú műtrágyát a cellájába, ahol furcsa, bonyolult minták szerint rendezi el a padlón. Ezután nagy mennyiségű zsíroldószert visz el a kertekből. Titokban a férfi a műtrágyát és az oldószert mustárgáz és napalm előállításához használja fel. Egy viharos éjszakán (a képregényben december 23-án, a filmben november 5-én) felrobbantja házi bombáját, és elmenekül a cellájából. A tábor nagy része lángokban áll, és az őrök közül sokat megöl a mustárgáz. A tábort kiürítik és bezárják. Felveszi az új identitását, a "V" -t, és felvesz egy Guy Fawkes-maszkot és jelmezt. V a következő öt évet azzal tölti, hogy bosszút áll Norsefire párton, és megépíti titkos bázisát, amelyet "Árnyék galériának" nevez el. Ezután megöl több mint 40 túlélőt a személyzet közül, nagy részét Larkhillből, minden egyes gyilkosság balesetnek tűnik.

### A gazember
Négy évvel a Larkhill-ből való menekülése után V felrobbantja az Old Bailey épületét és a rajta található szobrot november 5-én, Guy Fawkes napján. Eközben belebotlik Evey Hammondban, akit a Norsefire titkos rendőrség több tagja igazoltat, és megmenti és magához veszi őt a titkos búvóhelyén. Majd V elrabolja Prothero-t, aki most a „Félelem hangja” a kormány propaganda rádiójában, és az őrületbe kergeti azzal, hogy a Larkhill-ben történt kivégzések mintájára megsemmisíti értékes babakollekcióját. V ezután megöli Lilliman püspököt úgy, hogy cianiddal beitatott áldozó ostya elfogyasztására kényszeríti. V ezután beoltja Dr. Surridge-ot egy méreginjekcióval, az egyetlen Larkhill-tisztviselőt, aki megbánást érez tetteiért. A méreg fájdalom nélkül öli meg.
V támadást intéz a kormány propaganda műsorszóró állomása ellen, robbanószerekkel felkötözve magát, és arra kényszerítve a személyzetet, hogy miközben robbantással fenyegeti őket, kövessék a parancsait. V ezután üzenetet közvetít az embereknek, mondván, hogy vállaljanak felelősséget magukért, és lázadjanak fel a kormányuk ellen. Szisztematikusan megöli a Norsefire vezető tisztviselőit, kivéve Eric Finchet, a Norsefire rendőri vezetőjét, akit tisztességes embernek érez. V emellett radikalizálja Evey-t azzal, hogy elrabolja és megkínozza, és elhiteti vele, hogy fogoly Larkhill egyik táborában; amikor bejelenti, hogy inkább meghal, mintsem elárulja V-t, V elárulja neki a cselt. Míg eleinte elítéli, végül megérti, mit akart tenni, és a bűntársa lesz. V elmagyarázza neki, hogy ő egy anarchista a kifejezés szoros politikai értelmében, és lényegében úgy véli, hogy az összes kormány végül elnyomó fasiszta államá válik. V célja nem csupán a Norsefire-rendszer megdöntése, hanem a szervezett állam teljes megsemmisítése. Reméli, hogy a romokból egy utópisztikus anarchista társadalom jön létre - nem "az a föld, ahol elveszed, amit akarsz", hanem az "a föld, ahol azt teheted amit te szeretnél".
A képregény csúcspontjában V tönkreteszi a kormány CCTV megfigyelő épületeit, tönkretéve az ellenőrzést a brit állampolgárok felett. V azonban halálosan megsebesül, amikor Finch rálő, és visszatántorog az Árnyék Galériába, ahol Evey karjaiban meghal. Evey ezt követően ibolyaszínű rózsákkal, liliommal körbedíszíti őt, mellé gelignit robbanószert helyez és felrakja egy metrókocsira, amely a Downing Street 10. alatti alagútban áll meg, amelyet V korábban készített. A robbanóanyagokkal megrakott vonat felrobbant, V-nek teremtve így egy viking temetést, teljesítve utolsó kérését Evey-hez, aki ezután felveszi V palástját.

## Más médiumokban

### Film
A képregény filmadaptációjában Hugo Weaving lett a főszereplő, aki eljátszhatta V szerepét. V. James Purefoy, aki eredetileg V-t alakította, hat hét gyártási idő után kilépett és helyét Weaving foglalta el. Purefoy kijelentette, hogy nehezen tudott dolgozni a maszk viselése közben, és ez volt az oka a távozásának. Noha Purefoy munkájának egy részét felhasználták a filmben, Weaving egyedül kapott elismerést a szerepért.
A film azt ábrázolja, hogy eltorzult a Larkhill-ben elszenvedett kínzások következtében, és szinte emberfeletti fizikai képességekkel rendelkezik a biológiai kísérletek eredményeként. Azt állítja, hogy elvesztette múltjának minden emlékét, és befejezte átalakulását.
Számos V-vel kapcsolatos esemény jelentősen eltér a képregénytől. Első bombáját az Old Bailey elpusztítására használja fel, és egy évvel később megcélozza a Parlamentet, de nem robbantja fel a Postát vagy a Downing Street 10. számot. És a bombát, amelyet a Jordan Towerben hagy, biztonságosan hatástalanítják a kiérkező rendőrök (nem világos, hogy akarta-e, hogy a bomba felrobbanjon, vagy csak ürügyként állította be, miközben továbbította az üzenetét). Továbbá, ahol V-t a képregényben politikai anarchistaként ábrázolták, aki az összes kormány megsemmisítésére törekedett, a filmben kormányellenes filozófiáját kizárólag Norsefire-re összpontosítja. V Evey-re bízza, hogy elindítja-e a vonatot és felrobbantja e a parlamentet, mivel elismeri, hogy nincs joga olyan világot kialakítani, amelyet ő már nem fog látni.
Noha továbbra is hajlandó erőszakhoz és brutalitáshoz folyamodni céljainak elérése érdekében, V bizonyos részvétet is tanúsít, fájdalmatlan méreggel meggyilkolva a volt tábori orvost, és elfogadja őszinte bocsánatkérését a Norsefire bűncselekményeiben játszott szerepe miatt, szemben a Larkhill más volt személyzetével szemben, akiket brutálisan gyilkolt meg. V-t mmutatják, ahogy bűntudatában zokog, amiért Eveyt kínozta és bántotta, és halála előtt beismeri, hogy beleszeretett a lányba.
Finch helyett Peter Creedy, a Norsefire párt hivatalos tisztviselője és emberei szövetkeznek V-vel a film végén, feláldozzák a főkancellárt, Adam Sutlert (a képregényben Adam Susan-t), ahogy V megkövetelte tőlük. Creedy megöli Sutlert, de V visszautasítja Creedy parancsát, hogy levegye a maszkját és megadja magát. Creedy ezért tűzparancsot ad, de a támadás után V elég hosszú ideig a lábán marad ahhoz, hogy megölje Creedyt és embereit. A köpenye alatt viselt golyóálló páncéldarab megállítja a golyók nagy részét, de V még így is halálosan megsebesül. Elántorog az alagútig, ahol Evey várja, és a karjában meghal. Holttestét a robbanószerekkel megrakott vonatra helyezi, de Finch az utolsó pillanatban letartóztatása céljából megjelenik. Azonban nem avatkozik közbe, és megengedi Evey-nek, hogy elindítsa a vonatot, miután végül úgy dönt, hogy hátat fordít a zsarnoki Norsefire-rezsimnek. Ketten több ezer V-nek öltözött nézővel együtt egy tetőről végignézik, ahogy a vonat felrobban és elpusztítja a parlament épületét.